# Vittus Qujaukitsoq
Vittus Qujaukitsoq é um político groenlandês, líder do partido Nunatta Qitornai‎.
Nasceu na pequena cidade de Qaanaaq, no noroeste do país, no dia 5 de outubro de 1971.
Após as Eleições regionais na Groenlândia em 2013, exerceu o cargo de Ministro das Finanças e da Administração Interna em 2013-2014 no Governo de Aleqa Hammond, e de Ministro da Economia, Mercado de Trabalho, Comércio e dos Assuntos Exteriores em 2014-2017 no Governo de Kim Kielsen I.
Na sequência de desentendimento com o Chefe de Governo da Groenlândia Kim Kielsen e de forte crítica à política da Dinamarca, Vittus Qujaukitsoq abandonou o governo e o partido Avante (Siumut), tendo então fundado o partido Nunatta Qitornai‎, defensor da independência imediata da Groenlândia.